# Юксел Ахмед
Юксел Осман Ахмед е български лекар и политик, кмет на община Дулово през 2011-2023 година.

## Биография
Роден е на 25 септември 1963 година в село Златоклас, община Дулово, област Силистра. През 1981 година завършва СОУ „Васил Левски“ в град Дулово. В периода от 1982 до 1988 година следва и завършва Висшия медицински институт във Варна. Изкарва квалификационни курсове за придобиване на специалност (1988 – 1995). През 1995 година придобива специалност „Вътрешни болести“. Изкарва курсове по кардиология (1995 – 2000).

### Професионален опит
През 1988 година Юксел Ахмед започва работа във Вътрешното отделение на болницата в Дулово. Там работи като ординатор (1988 – 2000, 2004 – 2005) и началник отделението (2000 – 2003). В периода от 2005 до 2011 година е общопрактикуващ лекар.

### Политическа кариера
Юксел Ахмед става кмет на Дулово през 2011 година, избран като независим кандидат, подкрепен от ГЕРБ.
На местните избори през 2011 година е избран за кмет. На първи тур получава 47,64 %, а на втори тур печели с 53,28 % от гласовете. На балотажа отива с Гюнер Рамис от ДПС, който на първи тур получава 47,78 %.